# Daina Taimiņa
Daina Taimiņa (Riga, 19 agosto 1954) è una matematica lettone, ex professoressa associata di matematica presso l'Università Cornell, è nota per aver scoperto un modo rivoluzionario di modellare i piani iperbolici tramite l'uncinetto di oggetti per illustrare lo spazio iperbolico e per l'uso innovativo di tali oggetti nell'insegnamento della geometria.

## Formazione e carriera
Taimiņa ha ricevuto tutta la sua formazione accademica a Riga, in Lettonia, dove nel 1977 si è laureata summa cum laude presso l'Università della Lettonia e ha completato il suo lavoro di ricerca in Informatica Teorica (con il relatore Prof. Rūsiņš Mārtiņš Freivalds) nel 1990. A causa delle restrizioni del sistema sovietico dell'epoca, non era consentito difendere una tesi di dottorato in Lettonia, quindi l'ha difesa a Minsk, ricevendo il titolo di Candidate of Sciences. Questo spiega il fatto che il dottorato di Taimiņa sia stato formalmente rilasciato dall'Istituto di Matematica dell'Accademia Nazionale delle Scienze della Bielorussia. Dopo che la Lettonia ha riacquistato l'indipendenza nel 1991, Taimiņa ha conseguito il suo dottorato di ricerca in matematica presso l'Università della Lettonia, dove ha insegnato per 20 anni.
Daina Taimiņa si è unita al Dipartimento di Matematica di Cornell nell'inverno del 1996.
Combinando i suoi interessi per la matematica e l'uncinetto, fa parte del team di Mathemalchemy, composto da 24 matematici e artisti.

## Uncinetto iperbolico
Durante un workshop sulla geometria presso l'Università di Cornell nel 1997, Taimiņa ricevette un modello di carta delicato di un piano iperbolico, realizzato dal professore responsabile del workshop, David Henderson, su progetto del geometra William Thurston. Decise di creare modelli più resistenti e duraturi, realizzandoli all'uncinetto. La prima notte dopo aver visto il modello di carta, Taimiņa cominciò a sperimentare algoritmi per creare schemi di lavorazione all'uncinetto, immaginando i piani iperbolici come crescita esponenziale.
Successivamente, Taimiņa decise di utilizzare i modelli per insegnare geometria alla sua classe presso l'Università di Cornell, realizzando un set di modelli all'uncinetto durante l'estate insieme alla sua famiglia. Questi modelli hanno reso più facile l'apprendimento della geometria iperbolica per gli studenti, grazie alla loro natura tattile ed esperienziale. In seguito, i modelli di Taimiņa sono diventati il metodo preferito per spiegare lo spazio iperbolico nella geometria.
Taimiņa ha condotto diversi workshop presso l'Università di Cornell per insegnanti di geometria, insieme al professor Henderson, e ha scritto tre libri di geometria con lui. Inoltre, Taimiņa ha iniziato ad esporre i suoi modelli all'uncinetto come arte, partecipando a mostre in tutto il mondo.
Il lavoro di Taimiņa ha ricevuto ampio interesse mediatico, in particolare per la sua capacità di rendere la geometria iperbolica accessibile a un pubblico ampio e variegato attraverso l'utilizzo di modelli tattili e di uncinetto. Il suo lavoro è stato presentato in numerose riviste scientifiche, tra cui Discover e The Times, ed è stato incluso nella collezione di diversi musei, tra cui il Museo Smithsonian e il Cooper-Hewitt National Design Museum. Inoltre, la sua approccio è stato adottato dalla scrittrice Margaret Wertheim nel progetto Hyperbolic Crochet Coral Reef, che ha riscosso grande successo.

## Libri
Il libro Crocheting Adventures with Hyperbolic Planes (A K Peters, Ltd., 2009, ISBN 978-1-56881-452-0) ha vinto il premio Driagram Prize 2009 per il titolo più strano dell'anno. Ha inoltre vinto il premio Euler Book Prize 2012 della Mathematical Association of America.
Taimiņa ha anche contribuito al libro di David W. Henderson Differential Geometry: A Geometric Introduction (Prentice Hall, 1998) e, insieme a Henderson, ha scritto Experiencing Geometry: Euclidean and Non-Euclidean with History (Prentice Hall, 2005).